# 이마사속
이마사속(Imasa)은 2020년 솔로몬 제도에서 발견된 단일 종(Imasa heleensis)을 포함하는 해양 편모 속이다. 말라이모나스류로 알려진 진핵생물 기본 그룹 중 최초의 해양 종이다. 이마사과(Imasidae)의 유일종이다.

## 어원
속명 이마사(Imasa)는 분리된 이마사 헬렌시스(Imasa heleensis)의 세포를 얻기 위해 사용된 연구선의 이름이다. 악어가 물에서 나온 후 공격하는 사이에 잠시 멈추는 것을 말한다. 동작 사이의 이러한 일시 중지는 종종 확장 스트로크와 회복 스트로크 사이의 지점 근처에서 일시 중지되는 것처럼 보이는 이마사속(Imasa)의 전방 편모 움직임과 유사하다. 종소명 heleensis는 솔로몬 제도의 Imasa heleensis 채집지가 포함된 섬의 이름인 "헬레"(Hele)를 의미한다. 속명과 마찬가지로 이 이름도 해당 지역의 원주민 언어에서 흔히 사용된다.

## 특징

### 형태학
이마사 헬렌시스(Imasa heleensis)는 얕은 해양 석호에서 분리되었다. 토양과 담수에서 각각 분리된 다른 두 종의 허용된 말라이모나스류 Gefionella okellyi 및 Malawimonas jakobiformis와 마찬가지로 이마사속(Imasa_는 생태학적으로 미립자 기질과 연관되어 있다. 그러나 세포의 뒤쪽 끝에서 돌출부를 생성하는 능력은 육상 종(G. okellyi의 경우 ~ 1 μm)에 비해 비정상적으로 길다(매달면 ~3 μm, 기판에 붙이면 ~15-20 μm). 복부 쪽의 홈은 Imasa heleensis의 경우 세포의 앞쪽 절반만을 관통하는 반면, 나머지 말라이모나스류에서는 세포의 전체 길이를 관통한다.
이마사속의 또 다른 특징은 다른 말라이모나스속에 비해 편모 날개가 더 짧다는 것이다. 베인은 축사와 더 가파른 각도로 갑자기 끝나며, 이로 인해 후방 편모의 더 짧은 길이에서 유체 이동이 발생할 수 있다.

### 유전학
이마사 헬렌시스의 미토콘드리아 게놈은 알려진 다른 말라이모나스류에는 없는 sdh3 유전자의 존재를 제외하고는 다른 말라위모나드와 유사하다.

## 분류학 및 진화
이마사속은 기술된 최초의 해양 말라이모나스류 분류군입니다. SSU rRNA 유전자를 기반으로 한 계통발생학적 분석에 따르면, 이는 나머지 말라이모나스류인 게피오넬라+말라이모나스 계통군의 자매 분류군이다. 이 때문에 이마사속은 별도의 이마사과(Imasidae)에 속했고, 말라이모나스과는 다른 두 속에 속해 있었다.
다음은 말라이모나스류의 계통 분류이다.

| 이마사속 | Imasa heleensis |
|          | Imasa heleensis |

| 게피오넬라속   | Gefionella okellyi                                                                      |
|                | Gefionella okellyi                                                                      |
| 말라이모나스속 | \| \| Malawimonas jakobiformis \| \| \| \| \| \| "Malawimonas californiana" \| \| \| \| |
|                | \| \| Malawimonas jakobiformis \| \| \| \| \| \| "Malawimonas californiana" \| \| \| \| |
|                | Malawimonas jakobiformis                                                                |
|                |                                                                                         |
|                | "Malawimonas californiana"                                                              |
|                |                                                                                         |

|  | Malawimonas jakobiformis   |
|  |                            |
|  | "Malawimonas californiana" |
|  |                            |

| 이마사속 | Imasa heleensis |
|          | Imasa heleensis |

| 게피오넬라속   | Gefionella okellyi                                                                      |
|                | Gefionella okellyi                                                                      |
| 말라이모나스속 | \| \| Malawimonas jakobiformis \| \| \| \| \| \| "Malawimonas californiana" \| \| \| \| |
|                | \| \| Malawimonas jakobiformis \| \| \| \| \| \| "Malawimonas californiana" \| \| \| \| |
|                | Malawimonas jakobiformis                                                                |
|                |                                                                                         |
|                | "Malawimonas californiana"                                                              |
|                |                                                                                         |

|  | Malawimonas jakobiformis   |
|  |                            |
|  | "Malawimonas californiana" |
|  |                            |